# Triclaria malachitacea
El loro ventriazul o loro cica (Triclaria malachitacea) es el único miembro del género Triclaria. Endémico de los bosques del sudeste de Brasil, pueden encontrarse también ocasionalmente en el nordeste de Argentina, en Misiones.